# Notogonioides costigera
Notogonioides costigera är en insektsart som beskrevs av Butler. Notogonioides costigera ingår i släktet Notogonioides och familjen hornstritar. Inga underarter finns listade i Catalogue of Life.